# Arzenc-de-Randon
Arzenc-de-Randon ist eine französische Gemeinde im Département Lozère in der Region Okzitanien. Sie gehört zum Kanton Grandrieu und zum Arrondissement Mende.
Nachbargemeinden von Arzenc-de-Randon sind im Norden an Saint-Sauveur-de-Ginestoux, im Nordosten an Saint-Jean-la-Fouillouse, im Osten an Châteauneuf-de-Randon, im Südosten an Laubert, im Süden an Pelouse, im Südwesten an Le Born sowie im Westen an Monts-de-Randon.

## Einzelnachweise

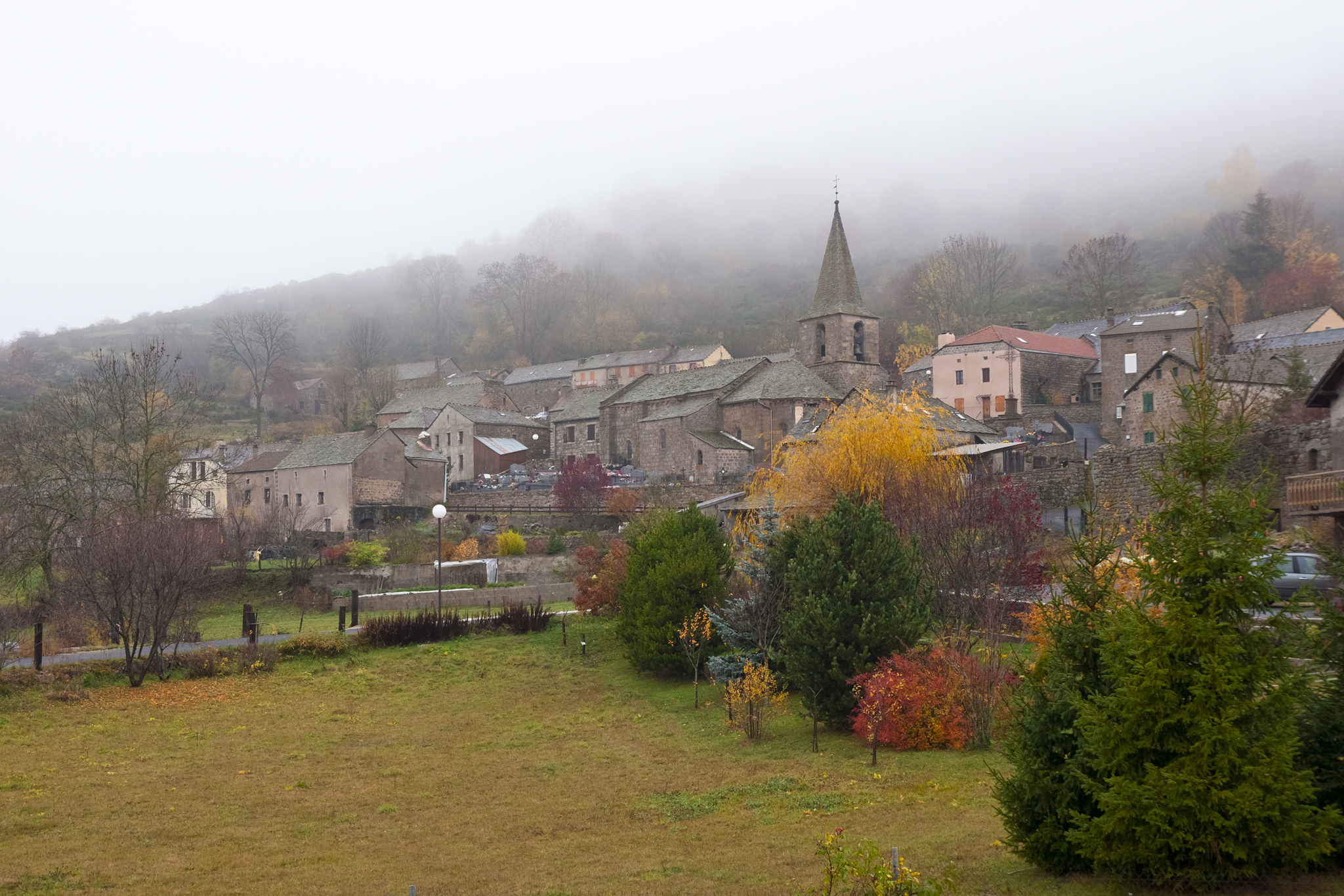
Blick auf Arzenc-de-Randon

## Bevölkerungsentwicklung
| Jahr      | 1962 | 1968 | 1975 | 1982 | 1990 | 1999 | 2008 | 2018 |
| --------- | ---- | ---- | ---- | ---- | ---- | ---- | ---- | ---- |
| Einwohner | 412  | 374  | 300  | 240  | 180  | 195  | 207  | 194  |

## Sport
Im Jahr 2022 führte die 14. Etappe der 109. Austragung der Tour de France durch die Gemeinde Arzenc-de-Randon. Auf der D1 wurde kurz nach der Siedlung La Fage und südlichöstlich des Lac de Charpal mit der Côte de la Fage (1442 m) eine Bergwertung der 3. Kategorie abgenommen. Sieger der Bergwertung war der Australier Michael Matthews.